# Frans Lemker
Frans Lemker (Kampen, 21 oktober 1775 - aldaar, 30 januari 1858) was een Nederlands politicus.

## Leven en werk
Lemker was een Kampense notabele die twaalf jaar door Overijssel naar de Tweede Kamer werd afgevaardigd en daar een overwegend regeringsgezind lid was. Hij werd in 1803 burgemeester (maire) van Kampen en bleef dat dertig jaar. Tevens was hij enige jaren gedeputeerde van Overijssel en voor en na zijn Kamerlidmaatschap Statenlid.
- Biografisch Portaal: 09548026
- Digitale Bibliotheek voor de Nederlandse Letteren: lemk004
- International Standard Name Identifier: 0000 0003 9624 7878
- Nederlandse Thesaurus van Auteursnamen: 073198587
- Parlement.com: vg09llskrjtn
- Virtual International Authority File: 291161337
- WorldCat: E39PBJxCvT8BpRwHhmFtb3VBfq